# Ancoră

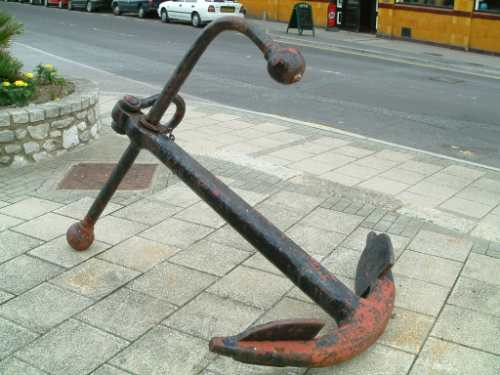
Ancoră

În domeniul naval, o ancoră este o piesă, grea și rezistentă, turnată, sau forjată, din oțel, care, lăsată pe fundul apei cu ajutorul unui lanț sau cablu, asigură staționarea navei sau ambarcațiunii.
În limbajul marinăresc, ancora nu se aruncă, ci se fundarisește, și nici nu se ridică, ci se virează.
În general, o ancoră se compune din următoarele părți principale:
- fusul,
- brațele și uneori,
- traversa.

## Tipuri de ancore
Din punctul de vedere al construcției, ancorele se împart în patru grupe distincte:
- a) ancore, cu traversa și brațe fixe. ("Stocked anchor");
- b) ancore cu traversă și brațe oscilante ("Close-stowing anchor");
- c) ancore fără traversă și cu brațe oscilante ("Stockless anchor");
- d) ancore de corp mort ("Mooring anchor").

Ancorele din primele trei grupe se folosesc curent de nave și se disting prin existența brațelor cu palme și gheare care pătrund în solul fundului, constituind astfel elementul de ținere și rezistență la derapare.
De obicei, navele au în dotare două ancore de greutate egală instalate pe teugă, cîte una în fiecare bord, și o ancoră de rezervă, amarată pe teugă.
Navele de mare tonaj au o ancoră și la pupa.
După utilizare, ancorele se clasifică astfel:
- ancoră de post: ancora principală a navei; există câte o ancoră de post în fiecare bord: una la babord (ancora mică) și una la tribord (ancora mare);
- ancoră de avanti: ancoră cu patru brațe care se dă în prova unei drăgi pentru a permite înaintarea acesteia;
- ancoră de corp mort: ancoră cu un braț, ancoră-bloc sau ancoră-patent (brevetată) folosită pentru ancorarea unei geamanduri sau a unui corp mort;
- ancoră de curent: ancoră cu cablu sau lanț instalată la pupa, cu ajutorul căreia nava poate întoarce pe fluviu sau poate ancora cu prova în aval pe un canal; sinonim: ancoră pupa;
- ancoră de etravă: ancoră de post la navele militare, având nara pe etravă;
- ancoră de gruie: ancoră fundarisită sau pusă la post cu gruie (de regulă, o ancoră cu traversă);
- ancoră de maree înaltă/joasă: ancoră care ține nava la mareea înaltă/joasă;
- ancoră de papionaj: ancoră care permite efectuarea papionajului unei drăgi;
- ancoră de portsart: (pe vechile nave cu vele) ancoră mai mică decât cea de post, care se prindea în portsarturi;
- ancoră de rezervă: ancoră amarată pe punte sau într-o magazie, fiind folosită în locul ancorei de post în cazul pierderii;
- ancoră de salvare: ancoră grea (4 tone), de tip Eells, folosită pentru scoaterea pe uscat;
- ancoră de speranță: a treia ancoră a unei nave, amplasată la tribord și utilizată sporadic fiind astăzi înlocuită cu ancora de rezervă;
- ancoră de veghe (sinonime: ancoră gardiană, ancoră în fir de plumb): ancoră de post fundarisită cu puțin lanț, boțat ușor cu o saulă; dacă saula se rupe, lanțul se filează și avertizează asupra pericolului;
- ancoră împerecheată (sinonime: ancoră de împerechere, ancoră engleză): ancoră asigurată prin ancorarea sa cu un ancorot, folosind o parâmă de împerechere;
- ancoră în galeră: ancoră având un braț legat cu o parâmă care trece printr-o macara de la bompres, iar de acolo, pe punte și se folosește la navele cu vele când acestea trebuie să ancoreze și să vireze deseori.

## Ancora de corp mort
Ancora de corp mort este un tip special de ancoră folosită pentru ancorarea geamandurilor de legare la corp mort, a geamandurilor de marcare și de fixare a dragilor pe poziția de lucru ori a unui ponton de acostare etc. 
Există două tipuri de ancoră de corp mort:
- a) ancore cu braț, funcționând prin împlântarea ghearelor în solul fundului;
- b) ancore bloc, funcționînd exclusiv prin greutatea lor.

Din tipul ancoră cu braț fac parte: 
- ancora cu un singur braț, tipul general al ancorei de corp mort, având o gheară cu mare suprafață de prindere și traversă;
- ancora ciupercă, folosită în locul ancorei cu un braț în special pe fundurile de mâl sau argilă;
- ancora șurub, folosită în locurile cu fund argilos, dar rezistent.

Tipul ancoră bloc se utilizează pe fundurile cu mâl sau în ape liniștite și în mod deosebit pentru ancorarea geamandurilor de marcare și legare a ambarcațiunilor. Pot fi confecționate din:
- beton armat;
- fontă.